# كلايتي
كلايتي (بالإنجليزية: Clytie)‏ و (باليونانية: Κλυτίη)‏ أو كليتيا (بالإنجليزية: Clytia)‏ و (باليونانية: Κλυτία)‏ وهي حورية مائية إسطورية وهي أم الإله أوقيانوس وتيثيس وهي عشيقة هيليوس حسب الأساطير اليونانية.